# Nicolas Vial
Pour les articles homonymes, voir Vial.
Nicolas Vial, né le 6 mai 1955 à Paris, est un dessinateur de presse et peintre français.

## Biographie
Nicolas Vial est né à Paris et a vécu son enfance à Dourdan, où son père était éditeur (éditions Vial).
Il est le père d'Alice Vial, scénariste, réalisatrice, actrice, de Bruno Vial (1988-2016) et d'Antonin Vial.
Diplômé de l'École nationale supérieure des Arts appliqués et des métiers d'Art en 1978, il est élève à l'École nationale supérieure des beaux-arts de Paris jusqu'en 1981.
À partir de 1982, il dessine pour le journal Le Monde ainsi que d'autres quotidiens et magazines. Il crée des albums pour enfants et des affiches pour le cinéma, l'édition et la publicité. Il reçoit le grand prix de l'humour tendre au Salon international du dessin de presse et d'humour de Saint-Just-le-Martel (Haute-Vienne) en 1997.
Depuis 2003, il dessine des timbres-poste pour La Poste. Sa sélection par le SNTP pour la réalisation de son premier timbre — Charte des droits fondamentaux de l'Union européenne — est le fait de la députée européenne Pervenche Berès.
Il est également connu pour ses peintures marines. En 2008, il est nommé peintre officiel de la Marine
En 2014, il est écarté du Monde pour un dessin jugé trop défavorable à François Hollande. En mai, il rejoint Le Figaro Magazine, où il aura un dessin pleine page « Signé Vial » chaque semaine pendant un an et demi.
La même année, le directeur du musée national de la Marine de Paris, l'amiral Loïc Finaz, lui demande de réaliser des peintures murales dans l'ancien appartement de fonction du musée.
En 2016, il investit le couvent des Sœurs aveugles de Saint-Paul au 88, avenue Denfert-Rochereau à Paris, et crée pendant huit mois une œuvre éphémère,,.
En 2022, il effectue une rotation aux Iles Eparses, dans l’océan Indien d’avril à mai, à bord du brise-glace l’Astrolabe navire de la Marine Nationale, des Terres Australes et Antarctiques Françaises (TAAF) et de l’Institut polaire Paul Emile Victor. Cette mission fera l'objet d’un livre aux éditions du Chêne « Un brise-glace sous les tropiques » (parution décembre 2022), d’un portfolio dans la revue Le Chasse-Marée n°330 de décembre et d’une double page dans le hors-série du Monde « Réparer la mer pour sauver l’homme ». Durant cette expédition un journaliste du Monde l’a suivi par satellite et a écrit 16 chroniques, jour après jour dont voici la dernière, récapitulative.

## Œuvres

### Publication
- 1992 : Touchessacome ou Les aventures d'un cadre au mental d'acier, Le Cherche midi.
- 1994 : Matou miteux, Éditions du Seuil.
- 1995 : Les 24 heures du chat, texte de Marion Paoli, Éditions du Seuil.
- 1997 : La loi de la lagune, texte de Marion Paoli, Éditions du Seuil.
- 1997 : Un amour de jeunesse, texte de Michel Guerrin, Éditions Autrement.
- 2001 : L'agenda du chat (photos : Véronique Vial), Éditions Eden.
- 2001 : Un Rhino c'est Rosse, Éditions Eden.
- 2001 : Nicolas Vial en noir et blanc, Éditions du Seuil.
- 2002 : Catalogue de l'exposition du Musée National de la Marine, Paris.
- 2002 : Le Grand Livre des monstres, texte de Caroline Sultani, Éditions de La Martinière.
- 2005 : Lire tue, avec Éric Fottorino, Éditions des Équateurs.
- 2005 : Catalogue de l'exposition au Pavillon des navires du Musée de la Marine de Venise ainsi qu'au Palazzo Gopcevic de Trieste, Paris.
- 2007 : Sales Chats, avec Anne Wiazemsky, Éditions de La Martinière.
- 2009 : La planète n'est pas à vendre, avec Michel-Édouard Leclerc, Éditions Naïve.
- 2010 : Le Chat Star - Matou Miteux fait du cinéma, avec Marion Paoli, Éditions Naïve.
- 2011 : Une lecture du monde, catalogue de l'exposition à L'Adresse, musée de la Poste.
- 2013 : La Déclaration des droits de l'homme et du citoyen illustrée par Nicolas Vial, Éditions Plon.
- 2017 : L'Alphabet du chat, Circonflexe.
- 2018 : Plus un chat ?, avec Didier Decoin, Éditions du Chêne.
- 2020 : Le Temps Suspendu avec Eric Fottorino, éditions Gallimard.
- 2022 : Ouvrage « Un brise-glace sous les tropiques », préface de Sylvain Tesson, éditions du Chêne.

### Timbre-poste de France
- « Charte des droits fondamentaux de l'Union européenne », émis le 9 mai 2003.
- « Vacances », carnet de dix timbres, 23 mai 2005.
- « Loi de séparation des Églises et de l'État 1905-2005 », 5 décembre 2005.
- « Mémoires de l'esclavage et de son abolition », timbre hors-programme, 10 mai 2006.
- « Mémoire partagée », 27 octobre 2006.
- « Fédération internationale de voile 1907-2007 », 7 mai 2007.
- « Jeux olympiques de Vancouver 2009 », Ski alpin et patinage artistique, Timbres de France.
- « 150 ans de la fondation de Deauville », Timbres de France 2010.
- « 6 juin 1944. 70e anniversaire du débarquement », élu plus beau timbre 2014.
- « Société nationale de sauvetage en Mer (SNSM) 50e anniversaire », 11 mai 2017.

## Expositions
- Exposition de peinture à la galerie du Cercle, Paris, 1981[1]. Première exposition réalisée par l'artiste.
- Caisse des Dépôts et Consignations, Paris, 1996.
- French Institute of Alliance française de New York, 1999.
- Assemblée Nationale, Hôtel de Lassay, Paris, 2000.
- Musée national de la Marine de Paris, Toulon et Rochefort. 2002-2003
- Galerie 13 Sévigné, Paris. 2004.
- Exposition Le Creusot  L'Arc Scène Nationale  Peintures, Dessins Illustrations  du 16 janvier au 21 mars 2004.
- Off Main Gallery, Bergamot Station (en), Santa Monica, Los Angeles, 2005.
- L'Arsenal, Padiglione delle navi, Venise, Italie, 2005.
- Palazzo Gopcevic, Trieste, Italie, 2005.
- Galerie Frédéric Bosser, 2006.
- Musée national de la Marine de Brest, 2006
- École Estienne, Paris, 2007.
- Galerie Carantec, Carantec, 2007.
- Galerie Première Station, Métro Palais-Royal, Paris, 2007.
- Galerie Kiron, Paris, 2008.
- Galerie d'en Face, Paris, Du 18 novembre au 24 décembre 2008.
- Galerie Acturus, 65, rue de Seine, Paris, 2009.
- Marine Gallery, Zeebruge, Belgique, 2009.
- Catherine Houard, Paris, 2010-2011.
- Station de métro Saint-Germain-des-Prés, Paris, 2011.
- BPI du Centre Pompidou, Paris, 2011.
- L'Adresse, musée de la Poste, Paris, 2011/2012.
- Hong Kong Arts Centre, Hong Kong, 2015.
- Galerie Winston, Dinard, 2015.
- Congrégation des sœurs aveugles de Saint Paul, 88, avenue Denfert-Rochereau, Paris, du 25 au 27 novembre 2017.
- Galerie Catherine Niederhauser-Galartis, Lausanne, du 25 mars au 6 mai 2017.
- La Ruche, Paris, 2018. Exposition avec le photographe Daniel Lebée.
- Chateauform'City - les jardins Saint Dominique. Paris, 2019. Exposition avec le photographe Grégoire de Gaulle.
- Musée de Guéthary. Été 2020. Exposition avec le designer Octave de Gaulle.

## Distinctions
- Chevalier de l'ordre du Mérite maritime (2021).
- Peintre officiel de la Marine 2008.